# كارول بيرنستاين فيري
كارول بيرنستاين فيري (بالإنجليزية: Carol Bernstein Ferry)‏ هي فاعلة خير أمريكية، ولدت في 29 يوليو 1924، وتوفيت في 9 يونيو 2001.